# 小笠原幹夫
小笠原幹夫（おがさわら みきお、1955年-　）は、日本文学研究者。
東京都生まれ。早稲田大学文学部仏文科卒業。同大学院演劇学修士課程修了。高校教員として国語を教えながら近代歌舞伎などについて論文を書く。1990年作陽音楽大学助教授、くらしき作陽大学助教授。2002年以後辞職し、『全作家』に小説を書いたり、維新政党・新風の講師をしたりしている。柔道三段。

## 著書
- 『文学近代化の諸相 洋学・戯作・自由民権』高文堂出版社 1993
- 『文学近代化の諸相 2 (江戸と明治のはざまで)』高文堂出版社 1994
- 『えがかれた日清戦争 文学と歴史学のはざまで』津山朝日新聞社 1994　増補版　西日本法規出版・星雲社（発売）1998
- 『歌舞伎から新派へ』翰林書房 1996
- 『文学近代化の諸相 3 (産業革命と帝国主義の時代)』高文堂出版社 1996
- 『渋沢栄一 近代産業社会の礎を築いた実業家』明治図書出版 教科書が教えない歴史人物の生き方 幕末・明治編 1997
- 『文学近代化の諸相 4 (「明治」をつくった人々)』高文堂出版社 1999

## 論文
- 小笠原幹夫